# IK Vista
IK Vista är en idrottsförening från Kaxholmen. Föreningen bildades den 28 maj 1935. Från början var fotboll den enda idrotten och föreningen bedriver fotbollsverksamhet än idag. Genom åren har dock även andra sporter tillkommit, till exempel friidrott, orientering och skidåkning. Orienterings- och friidrottsverksamhet bedrivs fortfarande i klubben. IK Vista använder sig av idrottsanläggningen Vistavallen, som är belägen vid Landsjöns strand i Kaxholmen.